# La aparición
La aparición es una película estadounidense de suspenso sobrenatural en 2012, escrita y dirigida por Todd Lincoln y protagonizada por Ashley Greene, Sebastian Stan, Tom Felton, Julianna Guill y Rick Gómez. 
La trama sigue a tres estudiantes universitarios quienes, después de la muerte de un amigo, deben pelear contra fuerzas supernaturales que ellos mismos invocaron. La película se inspiró un poco en el experimento Philip, conducido en 1974. El filme fue una bomba taquillera pero fue citada por críticos como una de las peores películas de horror del 2013. También fue la última película que Warner Bros. Pictures realizó bajo el nombre su propia marca ya que después cambió a New Line Cinema, con la cual estrenó todas sus demás películas de horror. 

## Trama
El 21 de mayo de 1973, seis personas están llevando a cabo "el Experimento Charles", un experimento de parapsicología en el que miran fijamente un dibujo de un hombre fallecido, Charles Reamer, concentrados en convocar a su espíritu en la habitación. Años más tarde, cuatro estudiantes universitarios, Patrick (Tom Felton), Lydia (Julianna Guill), Ben (Sebastian Stan) y Greg (Luke Pasqualino) intentan recrear el experimento de Charles en una escala mayor mediante el uso de tecnología moderna que permite amplificar su concentración en 4000 veces. Durante el experimento, algo ataca a los estudiantes y tira de Lydia a la pared.
Algún tiempo después, Ben y su novia Kelly (Ashley Greene) están viviendo en los suburbios, junto con sus vecinos Mike (Rick Gómez), su hija Maggie (Anna Clark) y su perro Pepper. Una tarde, descubren marcas de quemaduras extrañas en el mueble de la cocina. Esa noche Kelly despierta y encuentra las dos puertas abiertas de par en par, a pesar de que las habían cerrado. Ellos deciden cambiar las cerraduras e instalar cámaras de vigilancia. Al día siguiente, el perro de su vecino, Pepper, se adentra en la casa, entra en el cuarto de lavado y empieza a ver algo que ni Kelly ni Ben pueden ver, Pepper se empieza a echar y se derrumba. Kelly nota que Pepper apenas respira así que la llevan al veterinario, donde ella muere. Al regresar a casa, Kelly se da cuenta de que el linóleo del suelo está roto. Retira parte de este y encuentra una gran cantidad de moho y esporas, Ben encuentra aún más bajo la casa. Más tarde, Ben descubre 36 correos electrónicos "urgentes" de Patrick en su bandeja de entrada que primero le informa de un nuevo intento de realización del Experimento Charles, seguido de una advertencia de que "la contención falló" y finalmente "estás en peligro". Archivos adjuntos a los correos electrónicos incluyen imágenes del nuevo experimento, esta vez amplificaron su señal a 4000.
Kelly después de tomar una ducha va a su ropero llama a Ben y le muestra que toda la ropa está amarrada de una forma extraña y los ganchos doblados. Ellos empiezan a oír ruidos en toda la casa. Kelly asustada, le dice a Ben que ella no dormirá en esa casa, entonces Ben le dice que no hay necesidad de irse, que se quedarán acampando en el patio y se compromete en estar vigilante toda la noche. Durante esta, Ben deja su puesto de vigilancia en la tienda para investigar un ruido. Mientras que él se ha ido, tres de las cámaras que se alimentan con el monitor de vigilancia se quedan en blanco. La última cámara cae al suelo y comienza a moverse hacia Kelly, quien duerme y no se da cuenta de lo que pasa.
Al día siguiente, Ben encuentra otro gran trozo de moho en una esquina de la pared colocado como un panal de abejas; con una escoba, Ben empieza a golpearla haciendo que se rompa y revela una figura dentro de que había sido utilizada durante el experimento anterior, la cual tenía forma de Charles, Ben se deshace de los restos de este y lo lleva al basurero. Más tarde, Kelly descubre el equipo de Ben utilizado en el experimento, incluyendo una grabación de la desaparición de Lydia. Ella se enfrenta a Ben, quien le explica todo lo sucedido. Kelly le dice que se retire, ella queda sola, sentada al frente del computador, empiezan a apagarse las luces y vuelve a ver una aparición. Ben entra a la casa y juntos se van a un hotel, pero son atacados allí y huyen.
Al ir por la carretera, reciben una llamada de Patrick y se reúnen con él. Una vez juntos, Patrick explica que la primera experiencia permitió a un ente malévolo entrar en su mundo y otros intentos para contenerla han fracasado. Patrick también menciona que él ha construido una sala rodeada de una corriente negativa que él cree que le protege del espíritu.
Vuelven a la casa para probar un nuevo experimento para contener la entidad, esta vez utilizando el poder de la ciudad para simular la fuerza de 400.000 personas. Al preparar el experimento, Kelly queda atrapada en el cuarto de lavado con el espíritu, pero este desaparece. Durante el experimento, la casa comienza a temblar, luego se detiene abruptamente, ellos pensaban que ya estaban libres del espíritu al pasar 2 días enteros sin ninguna manifestación sobrenatural.
Mientras Kelly, Ben y Patrick están limpiando la casa, la pareja sale de esta para acomodar algunos objetos en su coche, dejan a Patrick en la casa, él se sienta en una silla al frente de la puerta del cuarto de lavado. En un instante, la puerta de atrás se abre y una fuerza jala a Patrick, Patrick lucha para no entrar en este pero la fuerza lo jala y se desvanece en la oscuridad. Ben y Kelly vuelven a la casa y encuentran la silla volcada. Ben sube a buscarlo y Kelly abre la puerta del garaje, el cual se encuentra en mal estado, lleno de moho, Kelly se asusta y cierra de golpe la puerta. Al darse la vuelta se encuentra con la casa, como se dice popularmente patas arriba. Ben baja y como no hay rastro de Patrick salen de la casa y se dirigen a la casa de él con temor a que el ente nunca se vaya. Dentro de la casa de Patrick, oyen como los registros personales de este se están reproduciendo, incluida la información sobre los miembros del experimento original. De la cual se relata que de seis, dos murieron, uno se suicidó y los otros tres, simplemente desaparecieron. Después de entrar y cerrar la celda de seguridad, las luces se apagan, y cuando regresan Ben ha desaparecido. Kelly escucha que alguien menciona su nombre, sale de la cámara y encuentra el cadáver contorsionado de Ben detrás de la puerta. Ella sale de la casa y ve a su camioneta que se absorbe en el suelo también. 
Como Kelly deambula sin rumbo, la narración de Patrick explica que el primer experimento sirvió como un faro para la entidad, mientras que el segundo le ayudó a cruzar en su mundo. Explica, además, que se hace más fuerte con cada persona que toma, y que llevará a sus víctimas hasta que son demasiado débiles para resistir, al terminar la narración Kelly para de correr al escuchar un ruido extraño detrás de ella, alumbra con la linterna y es atacada por un espíritu.
Al empezar el día, Kelly sigue vagando por el bosque hasta que llega a Costco. En el interior, mientras camina a la sección de camping, entra en una tienda de campaña, cierra las cremalleras y espera a ser asesinada. Después de haber dejado de resistirse, un número de manos aparecen por detrás y poco a poco la empiezan a agarrar hasta quedar en completa oscuridad.

## Reparto
- Ashley Greene como Kelly.
- Sebastian Stan como Ben.
- Tom Felton como Patrick.
- Julianna Guill como Lydia.
- Rick Gomez como Mike.
- Luke Pasqualino como Greg.
- Anna Clark como Maggie.
- Tim Williams como Office Executive.
- Marti Matulis como aparición.
- John Grady como aparición.
- Suzanne Ford como la señora Henley.

## Producción
En mayo del 2009, Todd Lincoln fue nombrado como el director y guionista del proyecto. Ashley Greene del elenco de la saga Crepúsculo fue elegida para el papel principal, Kelly, el 5 de noviembre de 2009. El 9 de diciembre, Lincoln anunció a través de Twitter que el proyecto, estaba siendo financiado por Dark Castle Entertainment. which was financed by Dark Castle Entertainment. El 26 de enero de 2010, la actriz Julianna Guill fue elegida para el papel de Lydia. Tom Felton fue escogido el 8 de febrero de ese mismo año y una semana más tarde se unieron Sebastian Stan y Luke Pasqualino. 
La filmación comenzó el 26 de febrero de 2010  en Berlín, Alemania, otras escenas están rodadas en Los Ángeles. En marzo 25, Greene hizo algunas tomas en el vecindario de Anaverde en Palmdale, California. El proyecto marcó el debut como director de Lincoln. Silver produced with Andrew Rona and Alex Heineman.

## Estreno
La película fue estrenada el 24 de agosto de 2012 en 810 salas de cine. Fue lanzada en Blu-ray y DVD el 27 de noviembre de 2012. 

## Críticas
La aparición fue duramente criticada por la falta de originalidad, y tiene un índice de aprobación general del 3% en Rotten Tomatoes, basado en 51 comentarios, con una calificación promedio de 2.2/10. El consenso dice: «La aparición no ofrece nada original, no es particularmente espantosa, y ofrece tan poco impulso dramático que es más probable que te ponga a dormir a que te emocione» En Metacritic, la película tiene una puntuación de 18/100, que indica la "aversión abrumadora". Brian Orndof de Blu-Ray.com dijo: «El tráiler de La aparición contenía más historia que la imagen que estaba promoviendo. De hecho, creo que el tráiler de La aparición en realidad más de una película de La aparición». Mark Dujsík estuvo de acuerdo, diciendo: «Es tan terrible que podría causar más tensión en el embotamiento del primer acto de tareas monótonas que hay en todo lo que sigue».  IndieWire llamó a la película un «enfriador inquietantemente inepto», diciendo que la película «no hace intentos por trascender o incluso animar su género». RedEye Chicago llamó a la película «hilarante sin miedo».

## Taquilla
La aparición fracasó estrepitosamente. La película solo llegó al puesto #12 en su primer fin de semana en la taquilla, con una recaudación de $2.84 millones. Según Box Office Mojo, "Con el número de teatro inusualmente bajo y un esfuerzo de marketing prácticamente inexistente, está claro que Warner Bros, estaba tratando de enterrar a esta película, y parecen haber tenido éxito". A partir de noviembre del 2012, recaudó $4,9 millones a nivel nacional así como 9.600.000 dólares en todo el mundo. La película todavía tenía fechas de lanzamiento internacionales durante diciembre del 2012, pero no parece haber recuperado su presupuesto.